# Бездомні

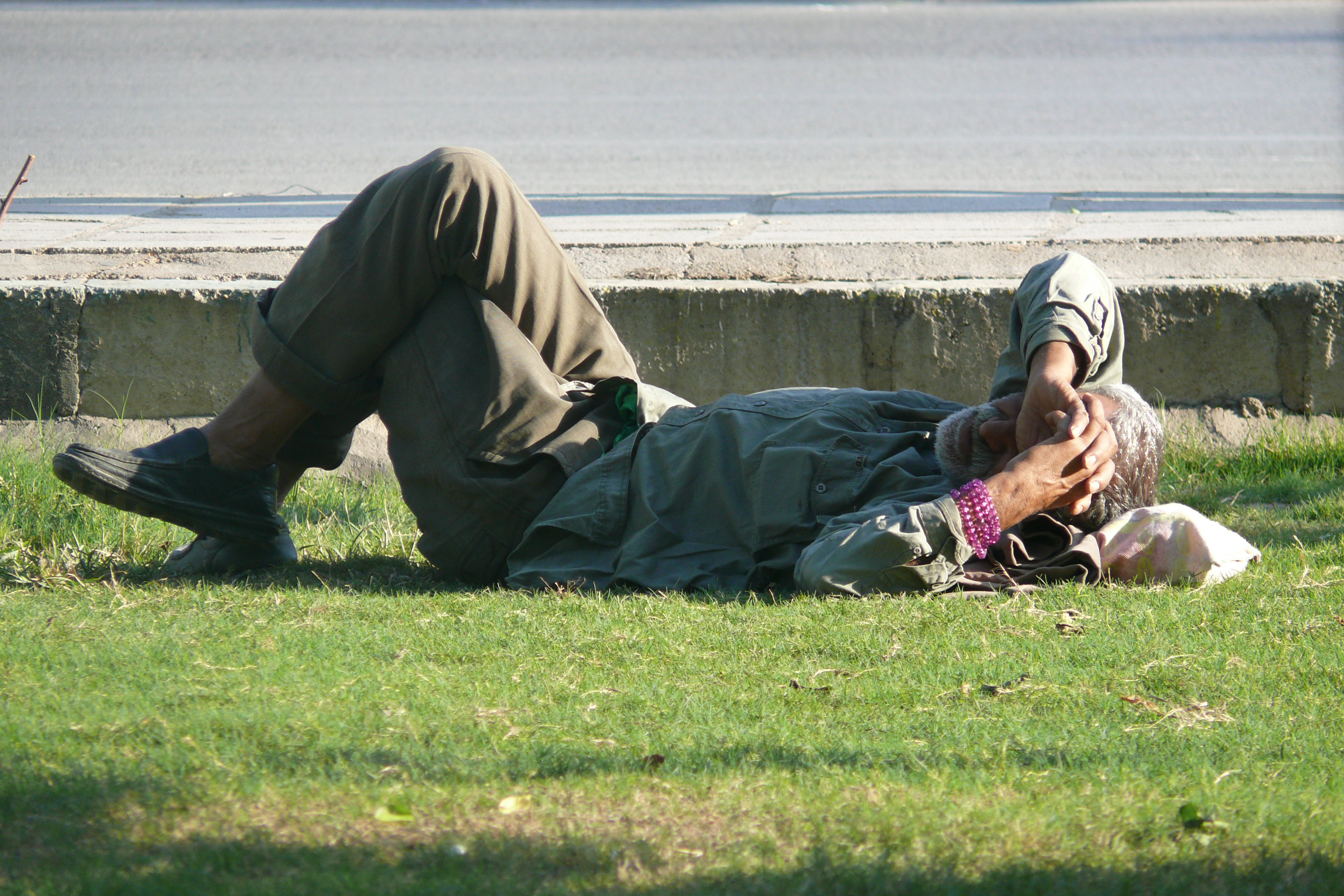
Іранський бездомний

Бездо́мні, або безприту́льні (розм. безха́тьки, безха́тченки) — категорія осіб без постійного місця проживання. До них можуть належати особи, які мешкають у непризначених та непристосованих для проживання місцях, а також особи, які в нічний час проживають у притулку для бездомних.

## Бездомні в Україні

### Статистичні дані
На території України станом на липень 2011 р. функціонувало 90 закладів, які надають соціальні послуги бездомним громадянам. У 2010 році таких закладів було менше — 77. Упродовж 2010 р. центрами обліку бездомних громадян було виявлено майже 11 з половиною тисяч безхатьків. У 2009 р. — цифра становила 10 тисяч. У той же час, за підрахунками МВС України в країні лише офіційно нараховується близько 30 тис. бездомних.
У листопаді 2011 р. Дитячий фонд ООН ЮНІСЕФ встановив, що кількість безпритульних дітей, віком від 10 до 19 років, в Україні становить близько 150—160 тисяч, тоді як офіційна статистика повідомляє про 12 тисяч.

### Причини бездомності
Одними з основних причин бездомності — в'язниця, проблеми у сім'ї, втрата роботи, махінації з нерухомістю, алкогольна залежність, ошуканість шахраями.
За оцінками до третини українських бездомних втратили свої домівки через тюремне ув'язнення. Деякі бездомні продали житло чи його незаконно відібрали шахраї. Інші безхатьки потрапляють на вулицю через сімейні негаразди. Найбільше це стосується дітей. Також, бездомні опиняються на вулиці через втрату роботи. В основному, це люди з провінційної місцевості, які шукають кращої долі в місті.

### Історія бездомності вМосковському царстві,Російській імперії,СРСРта незалежній Україні
Наприкінці XVII ст. було розроблено проєкт указу, що передбачає широку програму соціальних заходів з ліквідації жебрацтва. Строго пропонувалося зібрати всіх бездомних і жебраків, виділити з них дійсно непрацездатних і помістити в госпіталі, богадільні або в монастирі. Для безпритульних дітей рекомендувалося створити особливі двори, де навчали б грамоти та ремесел. Указ так і залишився нереалізованим.
У роки правління Петра І репресії проти жебраків і безпритульних посилилися. Указ від 30 листопада 1691 був такий:
|  | «... засилати посадських людей в ті ж міста в посад, з яких вони прийшли, а палацових селян у палацові волості, а поміщицьких і вотчинних селян віддавати поміщикам і вотчинникам. А будуть ті люди ... надалі з'являться в Москві ... бити батогом і засилати на заслання в далекі сибірські міста» |

Згідно з «Урядовим розпорядженням голови Монастирського наказу від 1705 р.» переслідувалися не тільки ті, хто просили, а й ті, хто подавали:
|  | «... щоб бродячим жебракам милостиню ніхто не давав ... а хто не послухається і буде подавати милостиню ... таких хапати, приводити в Монастирський наказ і брати з них пеню за указом.» |

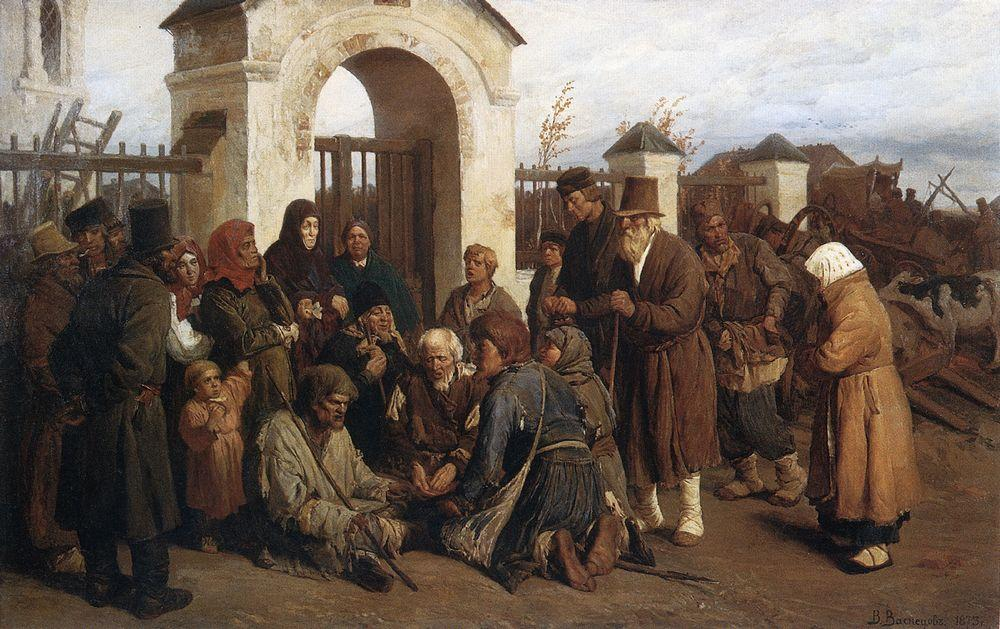
Бездомність в Російській імперії XIX століття, існувала на подання «за Христа ради». Полотно Віктора Васнецова «Жебраки співаки (Прочани)», 1873 р.

Наприкінці XVIII і протягом XIX ст. будівництво приватних лікарень і притулків для бідного населення стало справою престижу. Спочатку великі землевласники, а потім промисловці і купці вкладали кошти в благодійні справи, прагнучи зарекомендувати себе в очах громадськості. Державна підтримка громадських починань була закріплена законодавчим актом від 7 листопада 1775 року, отримав назву «Установи для управління губерній Всеросійської імперії». За цим наказом створювалися особливі адміністративні органи громадського піклування, в обов'язок яких входило створення шкіл, сирітських будинків, богаділень, будинків для невиліковних хворих, будинків для божевільних тощо.
Крім установ соціальної допомоги з початку XIX століття розгорнулося велике лікарняне будівництво для незаможних громадян з досить широко розгалуженою мережею благодійних товариств і установ. Найпотужнішим з них було Відомство установ імператриці Марії, назване так на честь дружини імператора Павла I. У 1855 році в Установі імператриці Марії складалося 365 навчальних і благодійних закладів, а до 1900 року їхнє число вже перевищувало 500.
Після Жовтневої революції та громадянської війни до середини 1920-х років в СРСР було майже два мільйони бездомних. У міру зміцнення тоталітарного режиму бездомність була заборонена. Життя без прописки і без офіційної роботи (для чоловіків працездатного віку) у 1930-х рр. почало переслідуватися відповідно до прийнятого Кримінальним кодексом. Структури допомоги бездомним, створені до революції, були зруйновані. Прихована бездомність існувала, але офіційно ніхто про це не згадував.
З 1970-х рр. для безхатьків почав існувати термін «бомж», тобто особа (рос.) без определенного места жительства.
Тоді ж став популярним вислів: «бомж — вища форма егоїзму».
У 1991 році були скасовані статті 198 і 209 Кримінального кодексу РРФСР, які передбачали кримінальну відповідальність для бездомних.
До середини 1990-их років діяв закон, згідно з яким людина, яка хоча б 6 місяців просиділа у в'язниці, виписувалася з місця проживання. 1995 р. в Україні закон скасували.
У 2005 Україні нарешті визнала існування бездомних, з'явилися центри обліку безхатьків і нічліжки.

### Благодійні фонди, що турбуються проблемами бездомних і безпритульних
- Міжнародний рух «ЕМАУС»

Засновано 1949 р. Нині рух нараховує 350 спільнот бездомних у світі.
В Україні одна з таких спільнот розташована у містечку Винники під Львовом. За 6 років тут перебувало близько 500 бездомних. Безхатьки в спільноті заробляють самі — збирають, ремонтують і реставрують старі меблі та прилади, вживаний одяг. Лише в 2010 р. вони заробили 122 тисячі гривень.
- Одеський благодійний фонд реабілітації та соціальної адаптації громадян без певного місця проживання «Дорога до дому» Засновник та директор Костін Сергій Ігорович

У 2002 році при Фонді був створений Дитячий Департамент, який на сьогоднішній день включає в себе цілий комплекс робіт з реабілітації та соціальної адаптації для дітей вулиць, дітей і підлітків з кризових та малозабезпечених сімей, а віднедавна і з дітей із сімей вимушених переселенців з зони військових дій на Сході України.

### Міжнародні заходи та організації, що піклуються проблемами бездомних
- Чемпіонат світу з футболу серед бездомних

Футбольний турнір серед осіб зі статусом «бездомний». Проводиться щорічно, починаючи із 2003 р. за фінансової підтримки союзу УЄФА і Міжнародної Мережі Вуличних Газет (INSP). Змагання ставить своїм завданням розвиток масового футболу, а також роботу з безхатьками.
Україна виграла чемпіонат світу серед бездомних 2009 в Мілані — Італія.
Ваннік Олег Вікторович — координатор національного проекту «Вуличний футбол в Україні» та менеджер збірної України в чемпіонатах світу з футболу серед бездомних
- Американська газета «Elm City Echo»

В американському штаті Коннектикут у квітні 2011 р. вийшов перший номер газети Elm City Echo, написаної бездомними для бездомних. У газеті друкуються особисті факти біографії бездомних, інформація про притулки та безкоштовні їдальні.
Газету продають безхатьки по долару за один екземпляр: 75 центів залишаться їм, решта йде на видання газети. За одну надруковану історію бездомні отримують 10 доларів.
- FEANTSA — Європейська федерація національних організацій, що працюють з бездомними, яку було засновано у 1989 р. як європейську неурядову організацію. Близько 100 організацій-членів FEANTSA походять із 30 європейських країн, включаючи всі 25 держав-членів Європейського союзу. Її члени — неурядові організації, які надають ряд послуг безпритульних людям, включаючи забезпечення житлом та соціальну підтримку. Федерація — єдина[14] європейська мережа, що зосереджена виключно на питаннях бездомності на рівні Європи. Отримує фінансову допомогу від Європейської комісії для ведення своєї діяльності.

## Становище у різних країнах
За даними ООН, в усьому світі більше 100 мільйонів людей не мають даху над головою. Бездомні є скрізь: і в бідних країнах, і найбагатших.

### США

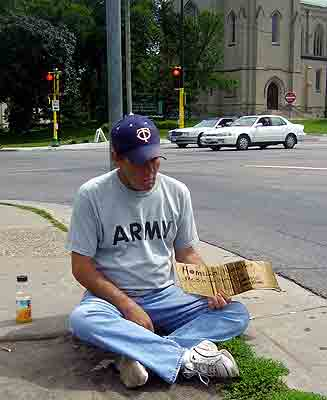
Жебрак в м. Міннеаполіс, штат Міннесота, США

Дослідження Інституту урбаністики в 2000 році показало, що близько 3,5 млн осіб були бездомними протягом тривалого періоду (у тому числі 1,35 млн дітей). У нічліжках Нью-Йорку а щоночі ночує понад 37 тис. бездомних (у тому числі 16 тис. дітей).
Згідно зі звітом Міністерства забезпечення житлом і міського розвитку США станом на 2005 р., у країні є близько 750 тисяч бездомних людей, з них 190 тисяч — неповнолітні.
У 2005 р. на прес-конференції в штаб-квартирі ООН в Нью-Йорку доповідач з питання про право на житло Мілун Котар повідомив, що в США протягом року бездомними виявляються від 2,5 до 3,5 мільйонів чоловік.
За підрахунками політиків 2009 р. у безкоштовних нічліжках побували майже 1,6 млн американців.
Адміністрація американського президента Барака Обами взяла курс на боротьбу з бездомністю. Урядовці пообіцяли викоренити це явище за 5-10 років. У першу чергу уряд надаватиме житлову підтримку молоді та колишнім військовослужбовцям. Запроваджена програма має назву «Відкриті двері».

### Канада
Історично склалося, що проблема існує тільки у великих центрах: Торонто, Ванкувер, Монреаль, але поступово вона починає стосуватися і передмість. Кількість бездомних уряд оцінив у 150 тис. осіб в 2005 р., проте благодійні організації називають суму більшу — 300 тис. У 2007 р. видатки держави на проблеми бездомності становили від 4,5 до 6 мільярдів доларів.

### Росія

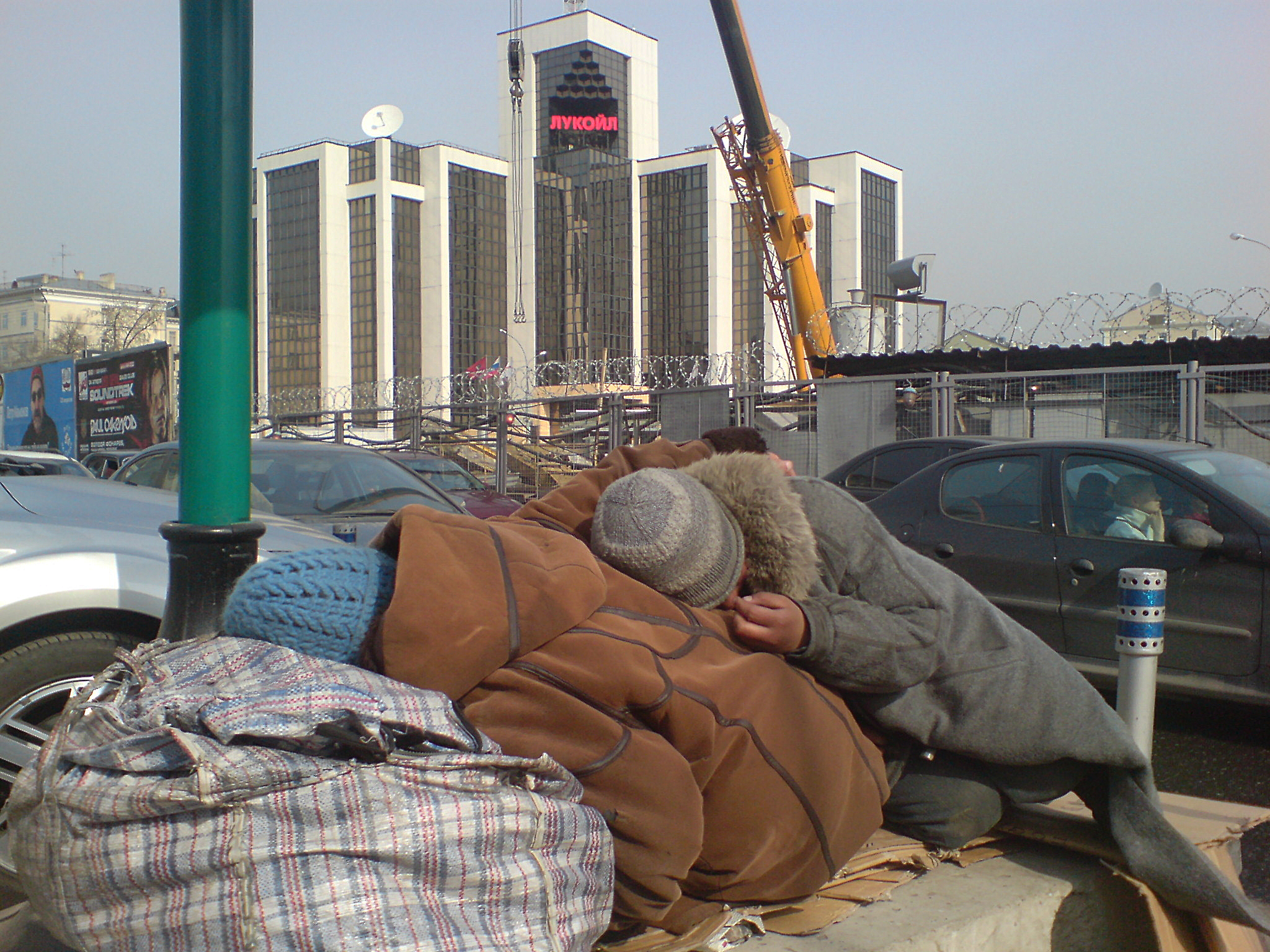
Безхатьки на вулицях Москви

За оцінками, в Росії нараховується від 1,5 до 4,2 млн бездомних — тобто до 3 % від усієї кількості населення. Найбільша концентрація бездомних спостерігається у великих містах, насамперед у Москві (близько 75 тисяч чоловік) і в Санкт-Петербурзі (близько 50 тисяч).
Переважна більшість бездомних — чоловіки, їх 85 %.

### Угорщина
Наприкінці 2011 р. набув чинності новий закон, за яким відсутність постійного місця проживання каратиметься штрафом у розмірі приблизно 600 доларів США або тюремним ув'язненням. Члени парламенту мотивували рішення тим, що Будапешт не може більше справлятися з великою кількістю бомжів на вулицях. За статистичними даними, до 10 тисяч осіб в столиці Угорщини не мають даху над головою.

### Франція

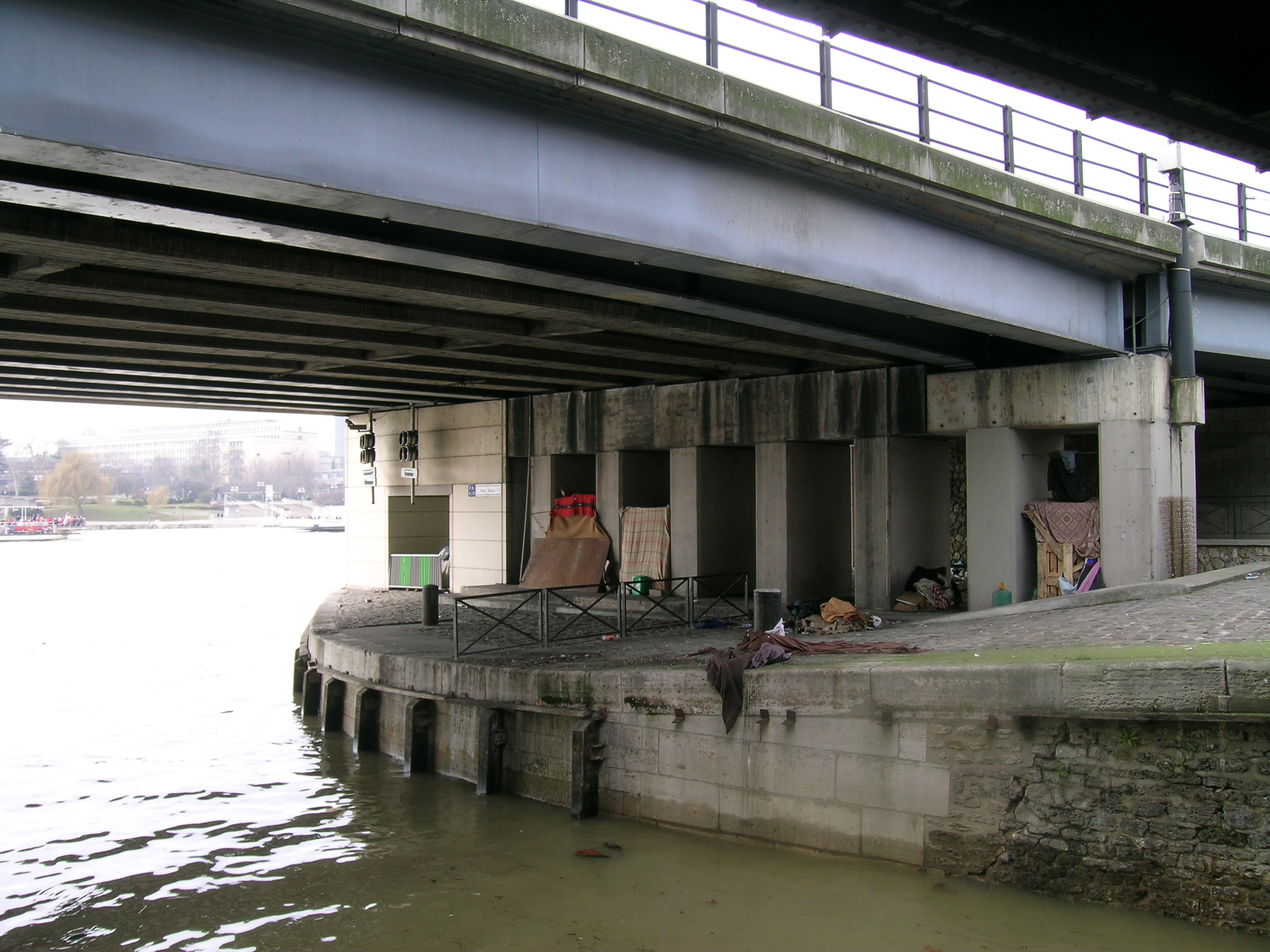
Оселя безхатьків під мостом, Франція

Людей без визначеного місця проживання іменують жаргонним терміном «клошар». На 2008 р. число бездомних оцінюється в 100 тисяч, у той же час, у місцях термінового прийому бездомних надається 99 600 місць.
Уряд країни щорічно виділяє 1 млрд євро на житло і їжу для бездомних. Крім того, усім їм (навіть не мають громадянства) гарантовано соціальну допомогу — RMI ((фр.) Revenu Minimum d'Insertion), тобто мінімальний дохід, який дорівнює 440 євро на місяць. Якщо у бездомного є хтось на утриманні йому доплачують ще 220 євро. Інша особливість: у Франції з 10 бездомних троє працюють і отримують зарплату.

### Ізраїль
Офіційного підрахунку тут, як і в більшості країн, немає: багато бездомних ховаються тощо. За неофіційною статистикою, у 2000 р. налічувалося близько тисячі безхатьків. У 2005 р. тільки зареєстрованих нарахували вже близько 2,5 тисяч осіб, з них 80 % — це уродженці пострадянських країн.

### Німеччина

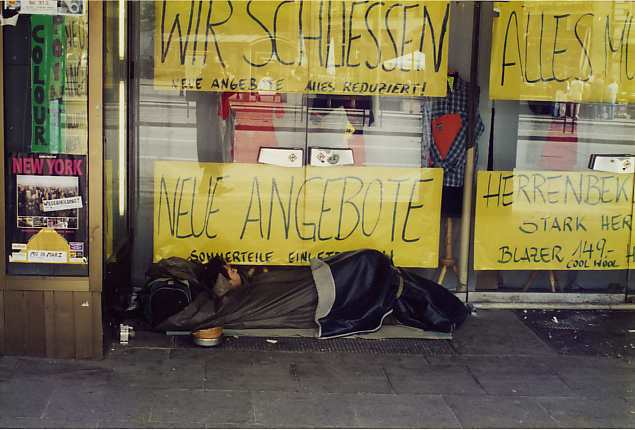
Бездомний в Берліні

Станом на 2006 р. чисельність бездомних приблизно становила щось близько 254 тис. осіб, з них 24 % — це сімейні люди або пари, які живуть разом, 76 % — самотні. Близько 19 000 чоловік — люди, що живуть без даху над головою, на вулицях. З цих 254 000 осіб — чоловіки — 64 %, жінок — 25 %, молоді — 11 %.
З явищем бездомності спільно борються держава і громадськість. У країні, зокрема, існує низка організацій, створених для допомоги бездомним. Урядом також проводяться запобіжні заходи в сферах наркоманії та реабілітації правопорушників.

### Швеція
Згідно з неофіційною статистикою, у країні станом на 2009 р. налічувалось 17 800 бездомних, з них 3,2 тис. осіб перебувають в столиці Стокгольмі. Близько третини всіх бездомних — жінки.
Згідно з даними Управління з охорони здоров'я і соціального забезпечення Швеції, в 2011 році на вулицях Швеції жили близько 280 людей. Таке різке зменшення кількості безхатьків можновладці пояснюють впровадженням закону, за яким муніципалітети зобов'язані надавати будинок будь-якому громадянинові, що не має житла.

## Місця ночівлі бездомних

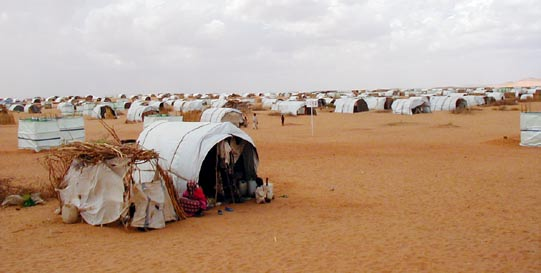
Наметове містечко в Дарфурі, Судан

Залежно від погодних умов, є багато місць, де бездомний міг би шукати притулок:
- Нічліжний будинок або будинок нічного перебування, який організовується місцевими органами соціального захисту
- Просто неба — на землі або в спальному мішку, у наметі або імпровізованому притулку, такому як велика картонна коробка, сміттєвий контейнер, у парку тощо.
- Наметові містечка — спеціальні місця розбивки табору та імпровізованого притулку безхатьків.
- Нетрі — житлові масиви з високою щільністю спонтанної забудови міської місцевості, що відрізняється відсутністю або недостачею основної інфраструктури. Живуть тут дуже бідні або бездомні.
- Підземні тунелі залишеного метро популярні серед постійних бездомних. Водопровідні, парові труби, електричні дроти становлять небезпеку для перебування.
- Недорогі гостели — пропонують дешеве, тимчасове житло низької якості.
- Громадські місця — парки, автобуси або вокзали, публічні бібліотеки, аеропорти, транспортні засоби громадського транспорту, вестибюлі лікарні. Проте багато громадських місць використовують охоронців, для перешкоджання тому, щоб безхатьки перебували в цих місцях. Перевагою розташування є безпека і комфорт.
- Багато інших місць в залежності від погодних умов — недобудови, покинуті промислові об'єкти, землянки, покинуті в сільській місцевості, техповерхи або підвали багатоквартирних будинків.

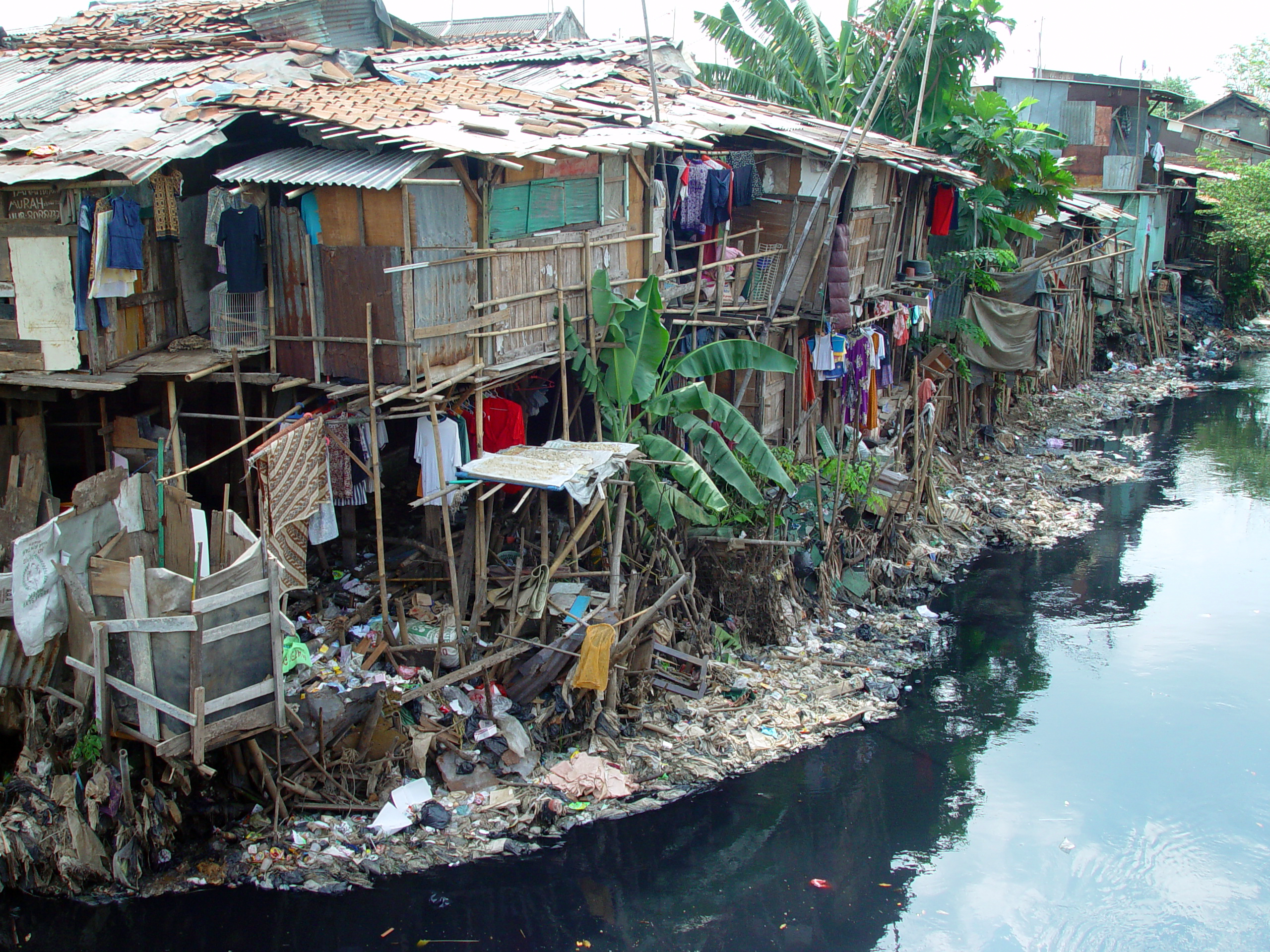
Нетрі Джакарти, Індонезія

## Образ бездомного в культурі

Пам'ятник бездомному в Копенгагені, Данія

У всьому світі встановлено велику кількість пам'ятників безхатькам.

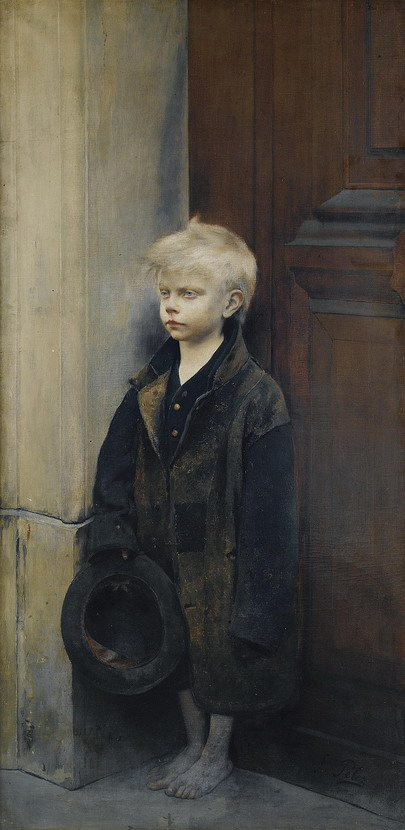
Художник Фернан Пелец (1843—1913). «Маленький жебрак»